# Angelica Rozeanu
Angelica Rozeanu (Bucareste, 15 de outubro de 1921 – Haifa, 22 de fevereiro de 2006) foi uma tenista de mesa romena, hexacampeã mundial individual de tênis de mesa.

## Carreira no tênis de mesa
Rozeanu começou a jogar tênis de mesa enquanto se recuperava da escarlatina quando tinha oito anos. Em 1933, aos 12 anos, ganhou a Copa da Romênia. Ganhou o campeonato nacional romeno em 1936 e permaneceu como campeã feminina da Romênia pelos 21 anos seguintes (1936–57, excluindo a Segunda Guerra Mundial). Sua primeira grande vitória foi o Open da Hungria de 1938.
Sua carreira foi interrompida pela Segunda Guerra Mundial, de 1940 a 1944 foi impedida até de entrar em um ginásio na Romênia e não pôde jogar.
Rozeanu venceu seu primeiro Campeonato Mundial em 1950, iniciando a sequência de vitórias que a levaria a vencer o campeonato por seis anos consecutivos, um feito a ser alcançado. Foi também a última mulher não asiática a ganhar o título. No total, ganhou 17 títulos mundiais (e 12 medalhas de prata e bronze no Campeonato Mundial), três títulos mundiais de duplas femininas e três títulos mundiais de duplas mistas. De longe o maior perfil da Romênia no esporte, também foi a presidente da Comissão Romena de Tênis de Mesa de 1950 a 1960.
Rozeanu emigrou para Israel em 1960. Venceu o Campeonato Maccabiah Games Table Tennis em 1961 e foi campeã de Israel em 1960-62. Manteve contato com sua Romênia natal, e a visitou pela última vez em 2005. Morreu em Haifa aos 84 anos, a 22 de fevereiro de 2006.

## Reconhecimento
Rozeanu recebeu o título romeno de Mestre Mérito do Esporte em 1954. Ela também recebeu quatro honras de Ordem do Trabalho. Em 1997, foi premiada com a Medalha Knesset. Recebeu o título de Cidadã Honorária de Haifa em 2001.
Foi indicada para o International Jewish Sports Hall of Fame em 1981 e para o ITTF Hall of Fame em 1995.

## Outras referências
- Angelica Rozeanu, 84, Table Tennis Star, Dies. The New York Times. 24 de Fevereiro de 2006
- MARSHALL, Ian. Angelica Rozeanu (1921-2006). ITTF. 22 de Fevereiro de 2006
- Angelica Rozeanu. The Telegraph. 25 de Fevereiro de 2006